# The Illustrious Prince
The Illustrious Prince è un film muto del 1919 diretto da William Worthington.

## Trama
Il principe giapponese Maiyo si reca in Inghilterra alla ricerca dell'uomo responsabile del suicidio di suo padre, rovinato finanziariamente da un truffatore inglese. A Londra, Maiyo si accorge che la duchessa di Devenham, la moglie del suo migliore amico, sembra avere una relazione con il conte de La Mer. Il principe cerca di mettere in guardia l'amico sul conte che Soto, il suo domestico, riconosce come l'uomo che ha causato la morte del padre di Maiyo.
In una notte nebbiosa, il conte viene trovato morto nel taxi che gli serviva per fuggire con la duchessa, ucciso dalla medesima spada che era stata usata dal padre di Maiyo per il suicidio. Tutto lascia credere che l'autore del delitto sia il principe e Penelope, la sorella di Devenham, innamorato di Maiyo, lo supplica di fuggire prima di essere arrestato. Il principe, però, si rifiuta di compiere un atto così vile. Sarà però Soto a confessare il delitto compiuto per vendicare la figlia, disonorata anni prima dal conte. Riconosciuta l'innocenza del principe, egli viene liberato. Le barriere razziali, però, impediscono che lui e Penelope possano sposarsi e i due si lasciano dopo un triste addio.

## Produzione
Il film fu prodotto dalla Haworth Pictures Corporation.

## Distribuzione
Distribuito dalla Robertson-Cole Distributing Corporation, il film uscì nelle sale cinematografiche degli Stati Uniti il 2 novembre 1919. In Francia, fu distribuito con il titolo Le Prince mystérieux.